# Лура (Комо)
Лура је насеље у Италији у округу Комо, региону Ломбардија.
Према процени из 2011. у насељу је живело 63 становника. Насеље се налази на надморској висини од 837 м.